# Mar de Java

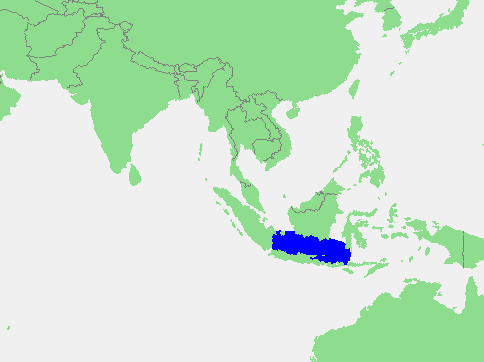
Localização do mar de Java

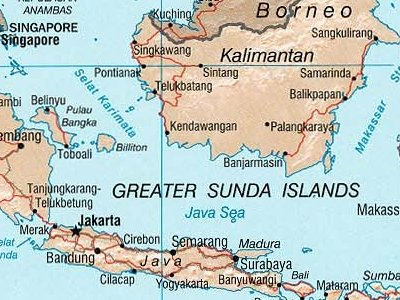
Mapa da região

O Mar de Java é um mar no sul do Oceano Pacífico. Foi formado no final da última era glacial e tem cerca entre 367000  e 433000  km². Situa-se no meio das ilhas indonésias de Bornéo ao norte, Java ao sul, Sumatra ao oeste e Sulawesi (Celebes) a leste. No noroeste, o estreito de Karimata o liga com o mar da China do Sul.
Com mais de três mil espécies de vida marinha na área, a pesca é uma importante atividade económica do mar de Java. A área em torno do mar de Java é uma destinação turística muito popular. O mergulho oferece a possibilidade de explorar e fotografar cavernas submarinas, coral, esponjas e outros tipos de vida marinha. Entre os vários parques nacionais na região, podem-se destacar o de Ujong Kulon, perto de Jacarta, o de Karimun Java, um parque nacional composto de 22 ilhas, e a ilha de Menjagan, perto de Bali.

## História
A região foi palco da Batalha do Mar de Java, uma das batalhas navais mais sangrentas (para os Aliados) da Segunda Guerra Mundial, em Fevereiro e Março de 1942. As forças navais dos Países Baixos, Grã-Bretanha, Austrália e dos EUA foram praticamente destruídas tentando defender Java de um ataque japonês.
Em 28 de dezembro de 2014, o Voo AirAsia 8501 caiu no Mar de Java durante a rota entre Surabaya, Indonésia, e Singapura.